# Cesium
Cesium (IUPAC: Caesium) är ett mycket reaktivt grundämne med kemiskt tecken Cs och atomnummer 55. Det tillhör gruppen alkalimetaller.

## Historia
Cesium upptäcktes 1860 med hjälp av spektralanalys av de båda tyska kemisterna Gustav Kirchhoff och Robert Bunsen. Ämnet fick namn av latinets caesius, himmelsblå. Namnet syfter på de karakteristiska linjerna i spektrumet. Metalliskt cesium framställdes av Carl Setterberg år 1881.

## Egenskaper
Cesium är självantändligt i luft och reagerar mycket kraftigt med vatten. Den radioaktiva isotopen Cs-137 är en del av restprodukterna från kärnkraftverkens reaktorer.
Om cesium antänds i luft brinner den med en klar blå låga. Om cesium får kontakt med vatten sker emellertid en explosiv reaktion:
2Cs+2H2O →2CsOH+H2
varvid vätet reagerar med luftens syre och i sin tur blir till vatten i en kraftigt exoterm reaktion.

## Förekomst och framställning
Cesium förekommer i jordskorpan med ca 1 ppm. Några cesiumhaltiga mineral är pollucit och rhodizit. Den stabila isotopen Cs-133 är den vanligast naturliga förekommande. Cesium kan framställas genom reduktion av cesiumklorid med kalcium under reducerat tryck vid ca 750 °C.

## Användning
Den största användningen av cesium är i form av cesiumformiat, vilket används i borroljor inom oljeindustrin. Cesium används också som ljuskänslig beläggning i fotoceller, och cesiumföreningar ingår i vissa specialglas.
Cesiumbromid och cesiumjodid används i scintillationsdetektorer för mätning av radioaktiva sönderfall. Cesium används även i atomur, så kallade cesiumur, vilka använder resonansfrekvensen hos 133Cs som referenspunkt. Radioisotopen 137Cs har mycket liten praktisk användning.

### Atomur
Cesiumbaserade atomklockor använder elektromagnetiska övergångar i cesium-133 atomers hyperfinstruktur som referenspunkt. 
Den första cesiumklockan konstruerads av Louis Essen år 1955 vid National Physical Laboratory i Storbritannien. Cesiumklockor är exakta på cirka en sekund när, under en tidsrymd på några hundratals miljoner år. Ännu högre precision har under 2010-talet nåtts med hjälp av atomur baserade på strontium; då uppnås en exakthet på en sekund över cirka 15 miljarder år.
Cesiumklockor reglerar tiden för mobiltelefoni och internet.